# Kościół św. Jana Chrzciciela w Jerozolimie
Kościół św. Jana Chrzciciela – prawosławny kościół z V wieku na terenie jerozolimskiego Muristanu, w dzielnicy chrześcijańskiej.
Najstarszą częścią kościoła jest dobrze zachowana krypta. Uważana jest za najstarszy chrześcijański zabytek w mieście, datowany na V wiek. Odnaleziono ją w 1847 na głębokości 7,5 m pod poziomem współczesnej ulicy. Górny kościół powstał w XI wieku dzięki fundacji kupców z Amalfi. Świątynia mogła funkcjonować jako baptysterium. Do 1904 widoczny był system doprowadzający wodę z pobliskiej Sadzawki Ezechiasza. Dolny kościół odrestaurowano w 1926. Świątynia, która wcześniej należała do mnichów gruzińskich, obecnie jest własnością Prawosławnego Patriarchatu Jerozolimy.